# Universaux
Cet article traite des universaux métaphysiques. En linguistique, en anthropologie et en psychologie interculturelle, les universaux sont des phénomènes qui se retrouvent dans toutes les langues naturelles ou dans toutes les cultures humaines. Voir notamment universaux linguistiques.
En métaphysique, les universaux sont des types, des propriétés ou des relations qui ont un caractère universel au sens où ils peuvent, selon Aristote, être « dits de plusieurs », c'est-à-dire être conçus comme propres à plusieurs choses singulières différentes. Les universaux sont une manière de comprendre ce qui est commun aux choses singulières que l'on nomme par opposition les « particuliers ».

Par exemple, la « chevalinité », la circularité, ou la « parentité » sont des universaux opposés aux particuliers que sont tel cheval, tel cercle ou tel parent.
La question centrale débattue en métaphysique est alors de savoir si les universaux ont une existence en soi (réalisme, au sens du réalisme des universaux) ou s'ils sont de simples concepts produits par l'esprit, qui dans le langage s’expriment par des noms (nominalisme). Et s'ils ont une existence réelle, se pose ensuite la question de leur articulation avec l'existence des particuliers.
Une querelle entre réalisme et nominalisme est déjà présente entre Platon et Aristote. C'est à partir du Xe siècle et XIe siècle que la scolastique médiévale reprend le débat et que la Querelle des universaux se développe et devient fondamentale.
Après une éclipse relative durant la modernité, le débat est réapparu au sein de la philosophie analytique à partir du XXe siècle, notamment via Bertrand Russell, et surtout David M. Armstrong, qui défend une position réaliste d'inspiration aristotélicienne et coordonnée aux données scientifiques au regard des propriétés existantes. Ce débat oppose dans le champ de la métaphysique analytique Armstrong et ses continuateurs aux partisans des tropes (propriétés irréductiblement particulières).

## Querelle des universaux
Les universaux furent l'enjeu d'une querelle entre logiciens. Demeurée célèbre, elle se déroula du XIIe siècle au XIVe siècle. Les écoles s'opposaient sur la question de savoir si :
- les universaux sont des objets de l'esprit humain, c'est-à-dire :
  - soit des concepts ou abstractions (idéalisme, y compris kantien, et point de vue d'Aristote selon certains)
  - soit de simples noms donnés à des catégories dans le langage (nominalisme)
- ou bien s'ils sont réels, que ce soit :
  - au sein des choses dans notre monde (point de vue d'Aristote selon certains)
  - ou bien dans un monde séparé des Idées au sens platonicien, qui serait la vraie réalité (réalisme).

### Origine de la querelle
Cette opposition traverse de part en part l'histoire de la philosophie. Platon, idéaliste (en fait réaliste des Idées), et Aristote, réaliste, ont présenté des thèses opposées. Pour Platon, les Idées existent comme réalités supérieures et extérieures : transcendantes. Au contraire, selon la logique constituée par Aristote, Porphyre de Tyr et Boèce, les catégories (substance, quantité, qualité, etc.) sont les attributs de l'être, les prédicats (le genre, mais aussi la définition, le propre, l'accident) sont de simples catégories logiques, et non pas des essences, des substances, et les mots se rangent sous ces catégories. La position d'Aristote est généralement comprise comme un réalisme immanent des universaux (l'Homme, la Blancheur), où ces derniers ont une existence réelle et sont instanciés, appliqués dans les choses particulières (cet homme blanc), les individus (cet homme). Il semble aussi possible de proposer une lecture moins réaliste de cette position.
Aristote a fondé sa logique, voire sa pensée, sur la notion de prédicat (un attribut), c'est-à-dire ce qui est affirmé d'un sujet ; dans la phrase « Socrate est mortel », « Socrate » est sujet, « mortel » prédicat. Or, un prédicat peut être donné à plusieurs sujets : Socrate est mortel, Callias est mortel. Les genres, soit les idées générales ou les classes englobant plusieurs espèces, par exemple la mortalité, sont des choses universelles prédicables.
"Il y a des choses universelles et des choses singulières. J'appelle "universel" ce dont la nature est d'être affirmé de plusieurs sujets, et "singulier" ce qui ne le peut. Par exemple, "homme" est un terme universel, et "Callias" un terme individuel" (De l'interprétation, 7, trad. J. Tricot).
Mais par "choses" (pragmata), Aristote entend-il des réalités concrètes ou des concepts?
Selon les réalistes des universaux, il faut distinguer prédicable et universel ; le prédicable comme "ce qui est apte à être dit de plusieurs" : le prédicable est un terme ; et l'universel est "ce qui est apte à être en plusieurs" : l'universel est une chose ou une propriété. Selon les nominalistes, prédicable et universel sont synonymes, ce sont des termes du langage mental désignant des termes (concepts ou signes) ; ne reste que le prédicable, l'idée qu'un terme est universel quand il signifie plusieurs choses.
Alexandre d'Aphrodise, vers 200, a posé la question du statut ontologique de l'universel : quel est le mode d'être de l'universel ? Il distingue l'universel « immanent aux choses » et l'universel « postérieur aux choses ».
"Le genre est postérieur à la chose (πρᾶγμα), c'est clair. Pour qu'un animal existe, il faut que le genre Animal existe, mais pour que le genre Animal existe il faut aussi que l'animal existe" (Questions, question I.11).
La question soulevée par l'Isagogè de Porphyre de Tyr, vers 268, est de savoir si les genres et les espèces sont des réalités subsistantes ou des produits de l'intellect. Sont-elles séparées du sensible (incorporelles) ou immanentes au sensible (corporelles) ?
"Tout d'abord, en ce qui concerne les genres et les espèces, la question est de savoir si ce sont [I] des réalités subsistantes en elles-mêmes ou seulement [II] de simples conceptions de l'esprit, et, en admettant que ce soient des réalités substantielles, s'ils sont [Ia1] corporels ou [Ia2] incorporels, si, enfin, ils sont [Ib1] séparés ou [Ib2] ne subsistent que dans les choses sensibles et d'après elles. J'éviterai d'en parler. C'est là un problème très profond et qui exige une recherche toute différente et plus étendue" (Porphyre, Isagogè, I, 9-12, trad. J. Tricot).
Une première alternative oppose [I] le "réalisme" platonicien des Idées (les genres et les espèces, par ex. l'Abeille en son essence, ont une existence réelle, un caractère général, comme Formes idéales, Idées séparées) au [II] conceptualisme aristotélicien ("les idées générales existent seulement dans l'esprit"). Un second choix paraît à l'intérieur de la première branche de l'alternative. Admettons la thèse platonicienne, qui pose la subsistance des universaux. Deux autres problèmes se présentent. Le deuxième problème relève de la philosophie stoïcienne : ces genres et espèces sont soit corporels soit incorporels. Pour des stoïciens, presque tout est corporel, sauf le lieu, le temps, le vide et l'exprimable ; pour Platon, l'universel est un incorporel. Le troisième problème relève du débat entre Platon et Aristote : l'universel est soit une Forme séparée (comme le croit Platon) soit un concept mental postérieur aux choses dans l'ordre de l'être - comme le soutient Aristote, qui semble aussi attribuer une forme de réalité aux universaux, non séparés du sensible et recevant le statut d'être subsistant dans les choses.
La solution de Boèce, vers 515, est composite. Selon Boèce, les universaux sont à la fois intelligibles et substantiels. Dans la réalité, ils ont une existence singulière et ont une réalité universelle dans l'esprit. Ils existent aussi en Dieu sous forme d'idées divines. C'est le réalisme modéré (repris par Thomas d'Aquin). Toutes les solutions sont bonnes. Mais Boèce introduit une distinction entre voces (formes générales du langage) et les res (choses) visées dans le discours.
La position de Jean Scot Erigène, vers 860, relève du réalisme des universaux, et radicalement. Pour lui, le particulier est un rassemblement de propriétés universelles.

### Au Moyen Âge
Les universaux sont des concepts abstraits à valeur universelle : le genre ("le genre, c'est, par exemple, l'animal", dit Porphyre), l'espèce (par exemple, l'homme), l'homme en général, l'Humanité en soi, la qualité Blanc, le Cheval, la Chevalité. La querelle des universaux se cristallise dans l'opposition entre sententia vocum (doctrine des mots : les idées générales sont des flux de sons, pas plus) et sententia rerum (doctrine des choses : les idées générales expriment les réalités). Pierre Abélard enclenche les hostilités en 1108, en s'attaquant à son maître Guillaume de Champeaux qui soutenait alors, selon les mots de Pierre Abélard, sa première théorie, la théorie de l'essence matérielle :
"une même caractéristique se retrouve par essence en même temps tout entière dans chacun des individus du groupe, et donc la diversité ne vient aucunement de l'essence, c'est la multiplicité des accidents qui entraîne la variété".
Les commentateurs néoplatoniciens (Ammonios d'Alexandrie vers 500, Simplicios vers 530), Avicenne, Albert le Grand ont distingué trois types d'universaux, théologiques, physiques, logiques. Trois grandes théories s'affrontent donc, selon qu'on place l'universel  ante rem (« avant la chose », antérieurement à la pluralité des êtres, donc existant par soi : Platon et les Idées, le réalisme des universaux) ou in re (« dans la chose », dans la pluralité des êtres : Aristote et la forme immanente, le conceptualisme) ou enfin post rem (« après la chose », postérieurement à la pluralité, donc dans l'esprit : les stoïciens et les concepts logiques, le nominalisme).
"Platon distingue trois sortes d’universel. Le premier est antérieur à la chose : c’est la cause formelle qui possède d’avance et virtuellement tout l’être de la chose et existe avant elle à titre séparé et perpétuel. (...) Le deuxième universel, il dit qu’il est seulement dans la chose, et que c’est une forme imprimée aux choses à partir du premier universel (...) Quant au troisième, il dit qu’il est postérieur à la chose, parce qu’il est tiré des choses par une considération ; et par lui, dit-il, non seulement la chose est connue, mais encore elle est connue dans sa nature propre et par application de la forme aux réalités qui la particularisent et l’individualisent" (Albert le Grand, De l'intellect et de l'intelligible, I, 2, 5).
Théorie 1 : le nominalisme, selon lequel le concept vient après la chose (post rem), les universaux ne sont que des mots (voces), souffles de voix. Le chanoine de Compiègne Roscelin, vers 1090, affirme que les universaux sont avant tout des abstractions, qui n'ont d'existence que dans l'esprit de celui qui les forme et au moyen des mots ou des noms dont on les désigne. Les idées générales, les universaux, ne sont que mots, émissions de voix (thèse vocaliste), car seuls ont de réalité l'existence particulière, l'individu (thèse particulariste). Par exemple, le mot "Humanité" n'a aucun rapport avec la réalité, avec les hommes individuels, ce n'est qu'un flux verbal, le genre "Homme" n'a pas d'existence. Roscelin fut suivi par Rainbert de Lille, Arnulfe de Laon, Gerland de Besançon.
Théorie 2 : le réalisme des universaux, selon lequel le concept précède la chose (ante rem), les universaux sont vraiment des choses (res), des réalités qui existent hors de l'esprit humain, avant les êtres particuliers. Le "réaliste" des essences soutient que les universaux sont des choses, ont une réalité ontologique (thèse platoniste), et que les concepts ne sont pas que des noms, des mots, ils ont un fondement dans la réalité (thèse réiste, anti-noministe). Par exemple, il y a quelque chose de l'homme (terme universel) en tout homme (chose particulière). Ainsi pensent Guillaume de Champeaux vers 1100, Anselme de Laon vers 1110, puis, vers 1140, Albéric de Reims, Robert de Melun, Gilbert de la Porrée, Gautier de Mortagne. Pour Guillaume de Champeaux (c'est sa seconde théorie, après 1108 : la théorie de la non-différence), l'universel est une nature en laquelle les singuliers ne se distinguent pas, "les hommes singuliers, distincts en eux-mêmes, sont un même être dans l'homme" ; déjà Platon soutenait cette théorie de la non-différence, en soutenant que la Forme est "ce par quoi des choses ne diffèrent pas". Les disciples de Robert de Melun, dans l’Ars meliduna (L'Art de Melun), présentent deux théories réalistes : 1) l'universel est une chose intelligible participable par plusieurs, 2) l'universel est une essence indifférente de plusieurs choses. Défendent le réalisme : Robert Grosseteste, Albert le Grand, Thomas d'Aquin, Jean Duns Scot, John Wycliffe, Jérôme de Prague, etc.
Théorie 3 : le conceptualisme, selon lequel le concept est dans la chose (in re), les universaux sont en réalité des concepts (intellectus, conceptus), des constructions mentales mais en rapport avec la réalité. Vers 1108, Pierre Abélard, ancien élève de Roscelin à Loches (entre 1093 et 1099 ?) puis de Guillaume de Champeaux à Paris (vers 1100), cherche une position médiane : le conceptualisme. Cette variété de nominalisme résulte de l'impossibilité d'attribuer un statut réel à l'universel pensé. Selon Abélard, le réalisme des universaux de Guillaume de Champeaux aboutit à des contradictions : comment une essence humaine peut-elle se trouver tout entière chez Paul ou chez Pierre ? Chaque être est singulier et irréductible. Seul l'individu existe réellement et substantiellement. Selon son maître Guillaume de Champeaux, les hommes ont tous la même essence, mais elle subit des modifications accidentelles. Abélard conclut que l'universel concerne les individus en tant qu'ils s'accordent dans le fait d'être homme. L'universalité ne peut être que de l'ordre du langage (thèse nominaliste), car les concepts généraux sont des noms qui rendent compte des choses sans être eux-mêmes des choses (thèse noministe, anti-réiste). Par exemple, il n'y a pas un homme qui représente tout l'Homme, mais, dès lors qu'on trouve un homme, qu'on use du mot "homme", on élabore le concept d'homme. Abélard prend l'exemple de la rose. Même s'il n'y avait plus une seule rose au monde, le nom « rose » aurait une signification pour l'entendement.
Des théories intermédiaires existent.
Thomas d'Aquin (1225-1274) défend un réalisme des universaux modéré. Pour lui, les universaux expriment bien la nature des choses, mais leur état d'universalité ne leur est conféré que par l'esprit. L'universel représente réellement les natures, mais vues dans un état de subjectivité.
Jean Duns Scot (1265-1308) adopte un réalisme subtil. Il soutient que si l'universalité est attribuée par l'esprit aux entités particulières, il reste que celles-ci possèdent une nature commune, qui est comme telle indifférente à l'universalité ou à la particularité. Cette nature commune est particularisée dans l'être, où chaque individu possède une essence singulière ou haeccéité. Elle est conçue comme universelle par l'esprit, mais sur la base du fondement réel qu'elle constitue dans les choses. Duns Scot affirme ainsi que l'on ne peut extraire l'universel du particulier, ni saisir la particularité d'un individu comme telle. L'esprit ne peut que procéder à une distinction formelle, par laquelle on distingue nature commune et nature commune individuée. Cette distinction se caractérise par le fait qu'elle distingue des traits qui ne sont pas réellement séparables, mais qui possèdent un fondement in rebus (dans les choses).
Gauthier Burley représente le réalisme radical (De universalibus, Des universaux, 1337). Pour lui, une proposition logique est comme un agrégat d'objets.
La querelle philosophique entre nominalistes et réalistes, très vive du XIVe au XVe siècle, a pris un tour politique. Le 25 septembre 1339 la faculté des arts de l'université de Paris interdit la doctrine de Guillaume d'Ockham (1285-1347) d'enseignement tant dans le public que dans le privé. Le 10 octobre 1341, la faculté rend obligatoire le serment de ne pas soutenir la scientia okamica (la doctrine d'Ockham). Le statut du 29 décembre 1340 interdit, non pas vraiment Guillaume d'Ockham, plutôt ceux qui, défendant le terminisme (expliquer sémantiquement les termes, plutôt que les propositions), veulent juger les propositions selon le sens littéral seul, chose qui menace "les propositions bibliques" et les auteurs faisant autorité. Le 1er mars 1474, par l'édit de Senlis, Louis XI interdit l'enseignement des « rénovateurs » : "Guillaume d'Ockham, Jean de Mirecourt, Grégoire de Rimini, Jean Buridan, Pierre d'Ailly, Marsile d'Inghen, Adam Dorp, Albert de Saxe et leurs semblables (les autres Nominaux)". En 1474, les maîtres nominalistes (magistri nominales) de Paris adressent à Louis XI un Mémoire pour se défendre ; ils prônent deux règles : « ne pas multiplier les choses selon la multiplicité des termes » (c'est le principe d'économie attribué à Guillaume d'Ockham), étudier soigneusement « les propriétés des termes dont dépendent la vérité et la fausseté des discours » (c'est la pratique moderne de "l'analyse logico-sémantique", comme dit Alain de Libera). En janvier 1481, Louis XI met fin à la crise en ordonnant de ne plus sceller et clouer (pour empêcher leur lecture) « dans les collèges de l'université de Paris » tous les livres des Nominaux.

## Dans les temps modernes
En 1911-1912, Bertrand Russell (« On the Relations of Universals and Particulars ») n'admet que deux classes d’entités réelles : les particuliers (objets physiques, sensations, etc.), les universaux (prédicats et relations).
David M. Armstrong, philosophe australien, distingue en 1989 six théories :
1. Théorie des classes naturelles primitives (primitive natural class view) : la classe de toutes les choses blanches constitue une classe naturelle présentant un degré suffisant de naturalité (a class with a reasonable degree of naturalness). C’est tout ce que l’on peut dire à propos de ce qui fait qu’une chose blanche est blanche.
2. Nominalisme fondé sur la ressemblance (resemblance nominalism) : les choses blanches constituent une classe naturelle en vertu du fait objectif qu’elles se ressemblent toutes à un certain degré. La ressemblance est un fait objectif mais non analysable.
3. Admission d’universaux (universals) : toutes les choses blanches ont en commun une propriété identique (ou un ensemble de propriétés légèrement différentes correspondant aux diverses nuances du blanc).
4. Théorie des classes naturelles de tropes (natural classes of tropes): chaque chose blanche a sa propre propriété de blancheur, entièrement distincte [des autres blancheurs]. La classe des blancheurs constitue une classe naturelle primitive.
5. Théorie des classes de tropes fondées sur la ressemblance (resemblance classes of tropes) : chaque chose blanche a sa propre propriété de blancheur, mais les membres de la classe des blancheurs se ressemblent tous plus ou moins étroitement, la ressemblance étant un élément primitif (indérivable).
6. Admission de tropes et d’universaux (tropes plus universals) : chaque chose blanche a sa propre propriété de blancheur, mais ces propriétés particulières elles-mêmes ont chacune une propriété universelle de blancheur.

## Exemples
Par exemple, les lois que tente de formuler la physique semblent impliquer des universaux. On oppose traditionnellement une conception régulariste des lois de la nature (les lois ne sont que la formulation de régularités constatées) à une conception plus réaliste, comme celle de David M. Armstrong, où ces lois sont conçues comme des relations[précision nécessaire] entre universaux, c'est-à-dire entre propriétés universelles.
Exemples de philosophes nominalistes :
- Pierre d'Ailly, auteur de l'Imago mundi.
- Guillaume d'Ockham

## La querelle des Universaux en Inde
Les écoles hindoues Nyāya-Vaiśeṣika et Mīmāṃsā défendent le réalisme. L'école bouddhique sautrāntika nie les universaux.

### Textes classiques par ordre chronologique
Anthologie : P. V. Spade, Five texts on the Mediaeval Problem of Universals. Porphyry, Boethius, Abelard, Duns Scotus, Ockham, Indianapolis, Hackett Publishing Company, 1994.
- Platon, La République, V, 475-476 ; Théétète, 185-186 ; Parménide, 132-135, 141 ; Le sophiste, 244, 255.
- Aristote, Topiques, I, 4 (les 4 ou 5 prédicables, universaux : définition, propre, genre avec différence spécifique, accident) ; Catégories, 2 (les genres, pas dans les choses) ; De l'interprétation, 7 (l'universel) ; Métaphysique, Z (anti-platonisme).
- Porphyre de Tyr, Isagogè (vers 268), trad. Alain de Libera et A.-Ph. Segonds, Vrin, 1995.
- Pierre Abélard, Logica Ingredientibus (Logique pour débutants, avant 1121) ou Gloses de Milan, in B. Geyer (édi.), Peter Abaelards philosophische Schriften, Münster, Aschendorff, 1919-1927.
- Duns Scot, Le principe d'individuation (vers 1300), traduit du latin par G. Sondag, Vrin, 2005. Extrait de l’Ordinatio (Ordennancement) (II, dist. 3, partie 1, qu. 1-7)
- Guillaume d'Ockham, Somme de logique (1323), Ire partie, trad. J. Biard, Mauvezin, TER, 1988.
- Bertrand Russell, « On the Relations of Universals and Particulars » (1911-1912).
- David M. Armstrong, Les Universaux. Une introduction partisane (1989), traduit de l'anglais par S. Dunand, Br. Langlet et J.-M. Monnoyer, Ithaque, coll. "Science & Métaphysique", 2010.

### Études par ordre alphabétique
- V. Carraud et S. Chauvier (édi.), "Le réalisme des universaux", Cahiers de philosophie de l'université de Caen, no 38-39, 2002.
- P. V. Spade,
  - Five Texts on the Mediaeval Problem of Universals (Porphyre de Tyr, Boèce, Pierre Abélard, Jean Duns Scot, Guillaume d'Ockham), Indianapolis, Hackett, 1994 - Google Livres
  - History of the Problem of Universals in the Middle Ages. Notes and Texts, 1995
- Alain de Libera, La Querelle des universaux, Paris, Seuil, 1996 ; L'Art des généralités, Aubier, 1999.
- Laurent Cesalli, Le réalisme propositionnel. Sémantique et ontologie des propositions chez Jean Duns Scot, Gauthier Burley, Richard Brinkley et Jean Wyclif, Vrin 2007.
- Christophe Erismann, L’homme commun. La genèse du réalisme ontologique durant le haut Moyen Âge, Vrin 2011.
- David Piché, Le problème des universaux à la faculté des arts de Paris entre 1230 et 1260, Vrin 2005.